# Soera De Bijen
Soera De Bijen is een soera van de Koran.
De soera is vernoemd naar de bijen die huizen maken in de bergen, door God ingegeven. Behalve over de Schepping spreekt deze soera over de reactie op de openbaring, zowel door moslims als zij die niet geloven.

## Bijzonderheden
Ayat 126 t/m 128 zouden zijn geopenbaard in Medina. Bij recitatie van aya 50 wordt de sudjud, de nederwerping, verricht.